# 栃木市図書館
栃木市図書館（とちぎしとしょかん）は、栃木県栃木市にある6つの公立図書館の総称である。指定管理者制度を導入し、2019年（平成31年）4月より山本有三記念会＝ヴィアックス共同事業体が全館の運営を行っている。

## 歴史
2010年（平成22年）3月29日、栃木市、下都賀郡大平町・藤岡町・都賀町が合併して新・栃木市が発足し、これらの市町が設置していた図書館を引き継いで栃木市図書館が開館した。各館は合併前の運営指針に基づいた運営をしていたため、蔵書検索システムや貸出冊数は不統一のままであった。2012年（平成24年）12月に5か年計画の『栃木市図書館計画』を策定し、図書館サービスの統一を掲げた。
そして2014年（平成26年）4月5日に岩舟町と合併したのを機に、開館時間の統一などサービス水準を揃え、同年度より岩舟館以外の全館を同じ指定管理者の下で管理運営する体制に移行した。岩舟館は2016年（平成28年）度より指定管理者に移行した。2018年（平成30年）度までは山本有三記念会・図書館流通センター共同事業体が指定管理者であった が、2019年（平成31年/令和元年）度から山本有三記念会＝ヴィアックス共同事業体に交代した。

## 各館

### 栃木図書館

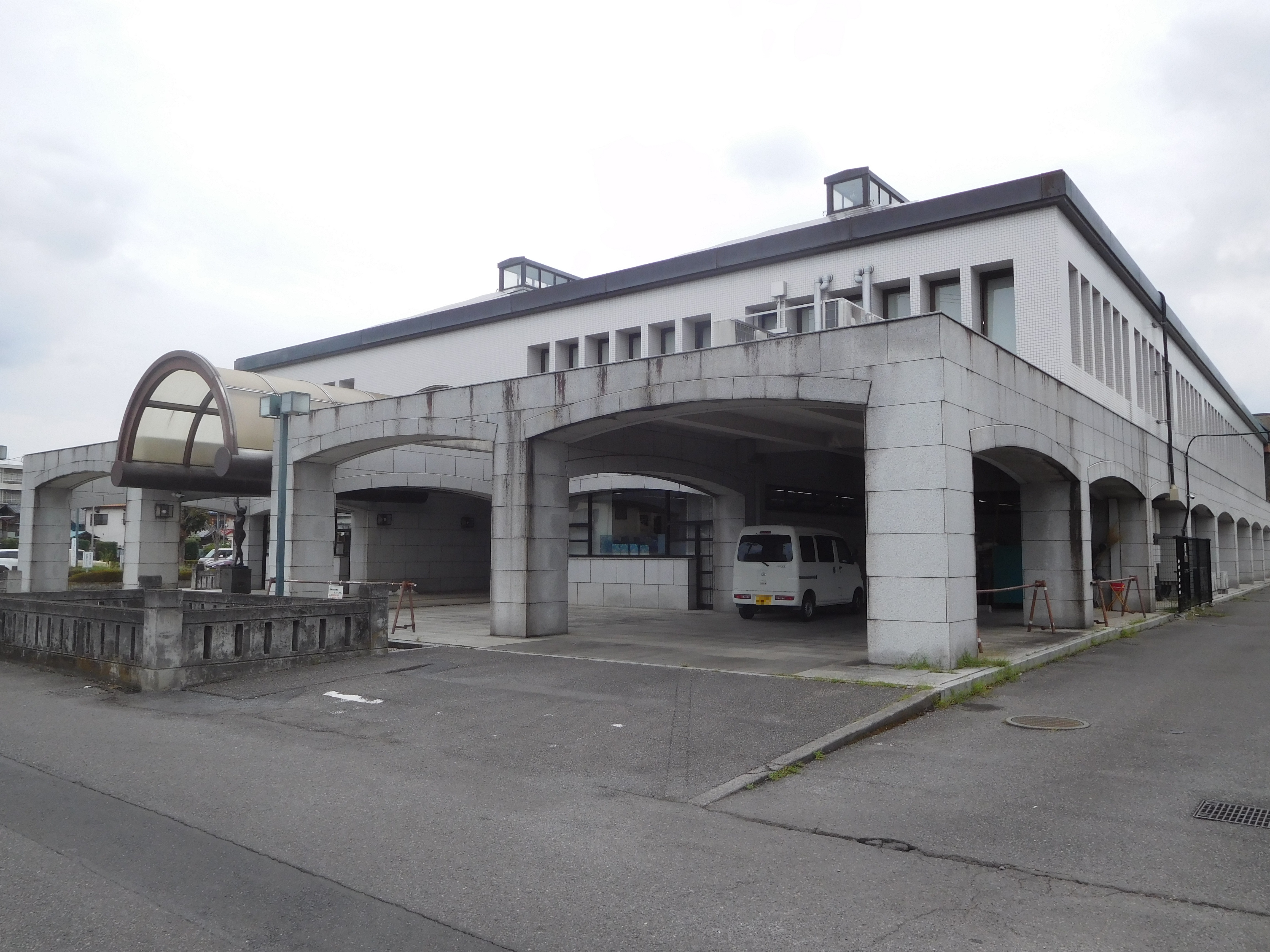
栃木市栃木図書館

源流は1919年（大正8年）11月に発足した「栃木県立栃木中学校同窓会図書館」で、栃木中学校（のち栃木高等学校）敷地内の「養正寮」1階に入っていた。1922年（大正11年）11月から館は栃木町役場に移管され「栃木記念図書館」に改称。戦後の1951年（昭和26年）12月26日、栃木市立栃木第二小学校の理科室（校庭の南西角）に移転し、栃木高校からの委託図書・備品を返却して独立、「栃木市図書館」に改称した。1954年（昭和29年）のデータでは、館長は栃木理一が市長と兼任、職員は3名で、蔵書数4,753冊とされている。蔵書は1958年（昭和33年）10月1日時点で8,326冊まで増加した。
新たな建物は1986年（昭和61年）に開館した。2009年（平成21年）4月時点では「山本有三記念会・大新東ヒューマンサービス・紀伊國屋書店共同事業体」が管理・運営していた。2010年（平成22年）3月29日の下都賀郡大平町・藤岡町・都賀町との合併に伴い、栃木市栃木図書館（とちぎしとちぎとしょかん）に改称された。
栃木図書館は栃木市栃木地域（旧栃木市）の住民向けの地域図書館としての機能と、栃木市図書館全体の経理を担当し、移動図書館や図書館間相互貸借などの拠点となる中央図書館としての機能を併せ持つ。栃木市ゆかりの山本有三や吉屋信子に関する資料と蔵に関する資料に特色がある。
- 開館時間：9時 - 19時30分
- 休館日：毎週金曜日（祝日の場合は開館）および年末年始（12月29日 - 1月3日）
- アクセス
  - JR両毛線、東武鉄道東武日光線・東武宇都宮線「栃木駅」より徒歩15分
  - ふれあいバス市街地循環線「文化会館前」より徒歩2分
  - 関東バス國學院線、栃木市営バス寺尾線「倭町一丁目」より徒歩4分
  - 栃木市営バス各路線「NTTドコモ前」より徒歩5分

### 大平図書館

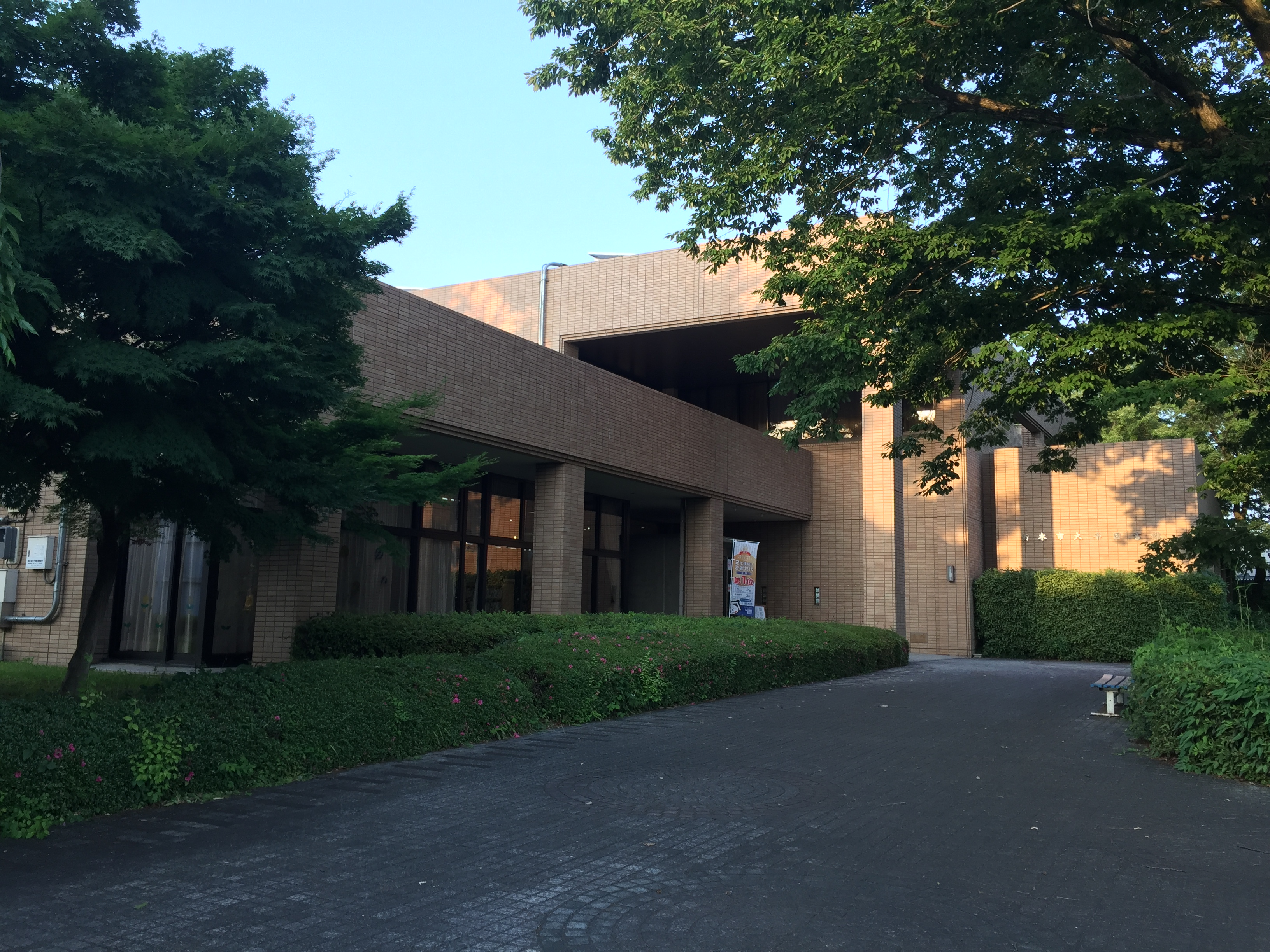
栃木市大平図書館

1968年（昭和43年）に大平町立図書館として開館し、建物は1985年（昭和60年）に建設された。2007年（平成19年）4月に栃木県内の公立図書館として初めて指定管理者制度を導入し、2009年（平成21年）時点では図書館流通センターが管理・運営していた。指定管理者への移行により、開館日数の増加や貸出冊数の制限撤廃が行われ、入館者数と貸出冊数が増加した。
新設合併に伴って栃木市大平図書館（とちぎしおおひらとしょかん）に改称。視聴覚資料の保有数が市内最多で、点字図書の作成など市の障碍者サービスの中心を担う図書館と位置付けられている。
- 開館時間：9時 - 19時30分
- 休館日：毎週月曜日（祝日の場合は開館）および年末年始（12月29日 - 1月3日）
- アクセス
  - 東武日光線「新大平下駅」より徒歩20分
  - ふれあいバス部屋線「大平図書館前」より徒歩すぐ

### 藤岡図書館

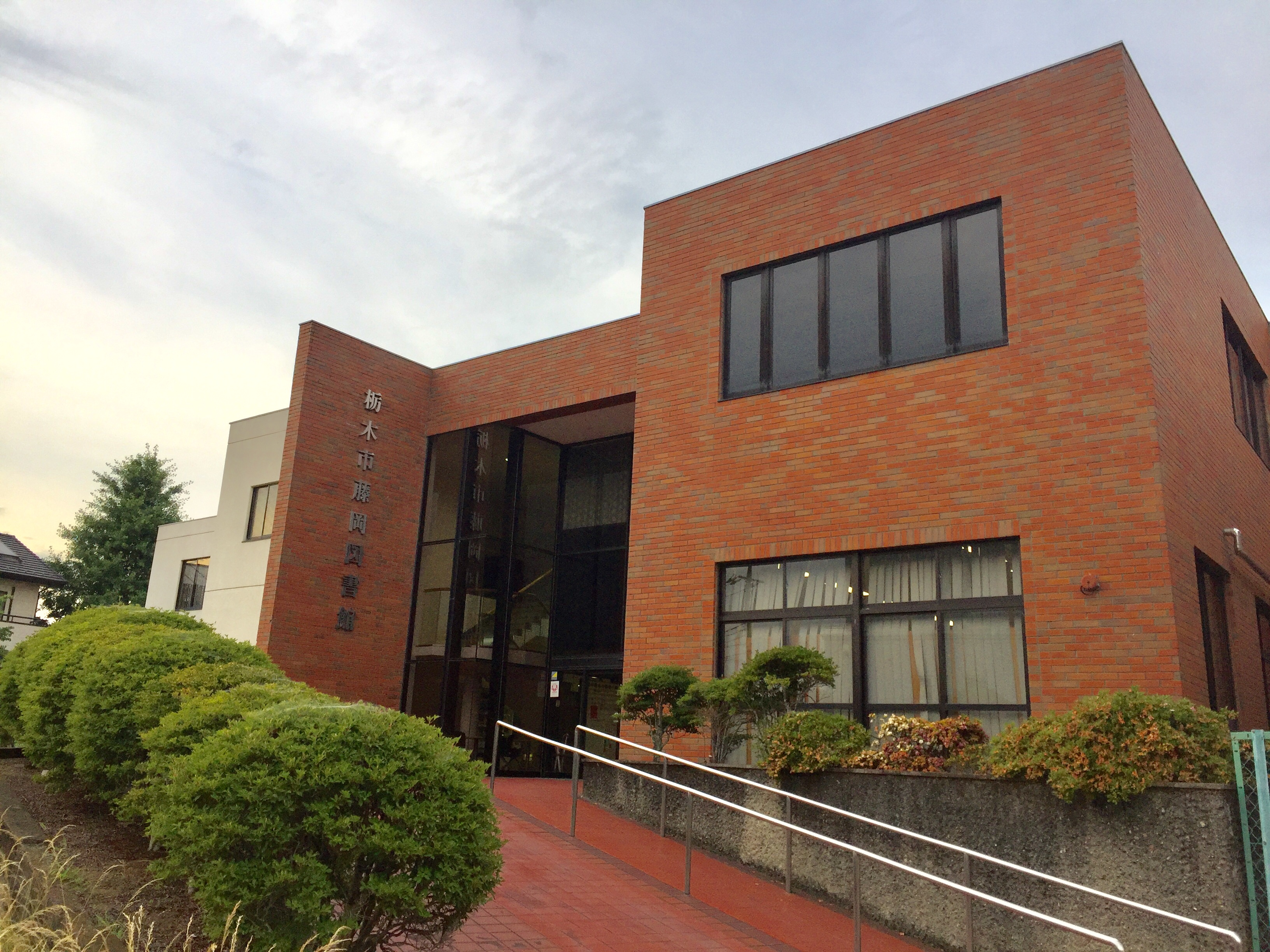
栃木市藤岡図書館

前身の藤岡町立図書館は1981年（昭和56年）として開館した。新設合併に伴って栃木市藤岡図書館（とちぎしふじおかとしょかん）に改称。児童向けサービスを重視し、漫画と音楽CDの所蔵が多い。
- 開館時間：9時 - 19時30分
- 休館日：毎週月曜日（祝日の場合は開館）および年末年始（12月29日 - 1月3日）
- アクセス
  - 東武日光線「藤岡駅」より徒歩25分
  - ふれあいバス藤岡線「藤岡文化会館西」より徒歩2分
  - 栃木市営バス部屋線「藤岡文化会館前」より徒歩3分

### 都賀図書館

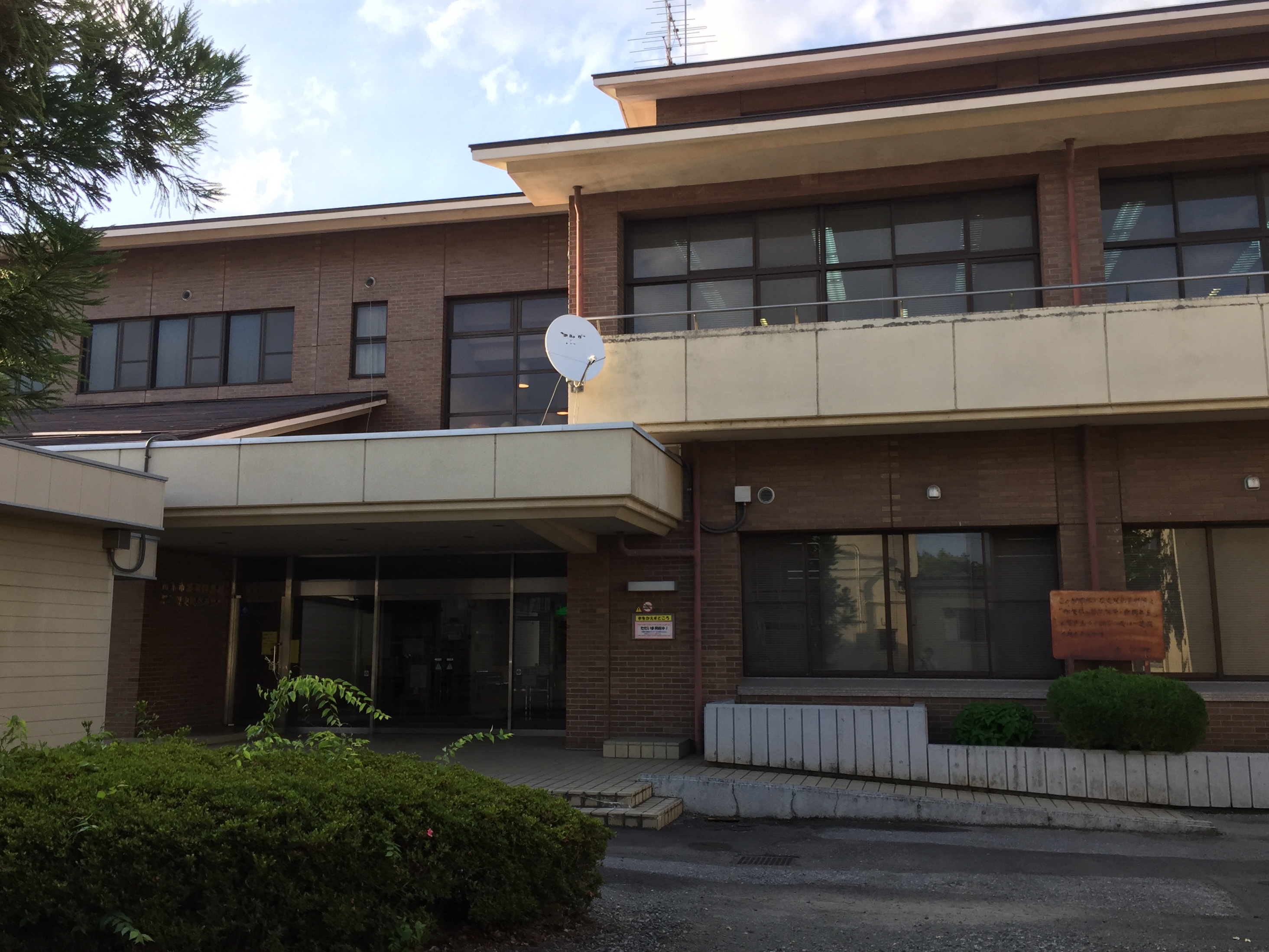
栃木市都賀図書館

前身となる都賀町立図書館は1987年（昭和62年）に開館した。施設は歴史民俗資料館との併設である。新設合併に伴って栃木市都賀図書館（とちぎしつがとしょかん）に改称。
- 開館時間：9時 - 19時30分
- 休館日：毎週月曜日（祝日の場合は開館）および年末年始（12月29日 - 1月3日）
- アクセス
  - 東武日光線「家中駅」より徒歩15分
  - ふれあいバス金崎線「都賀図書館東」より徒歩2分

### 西方館

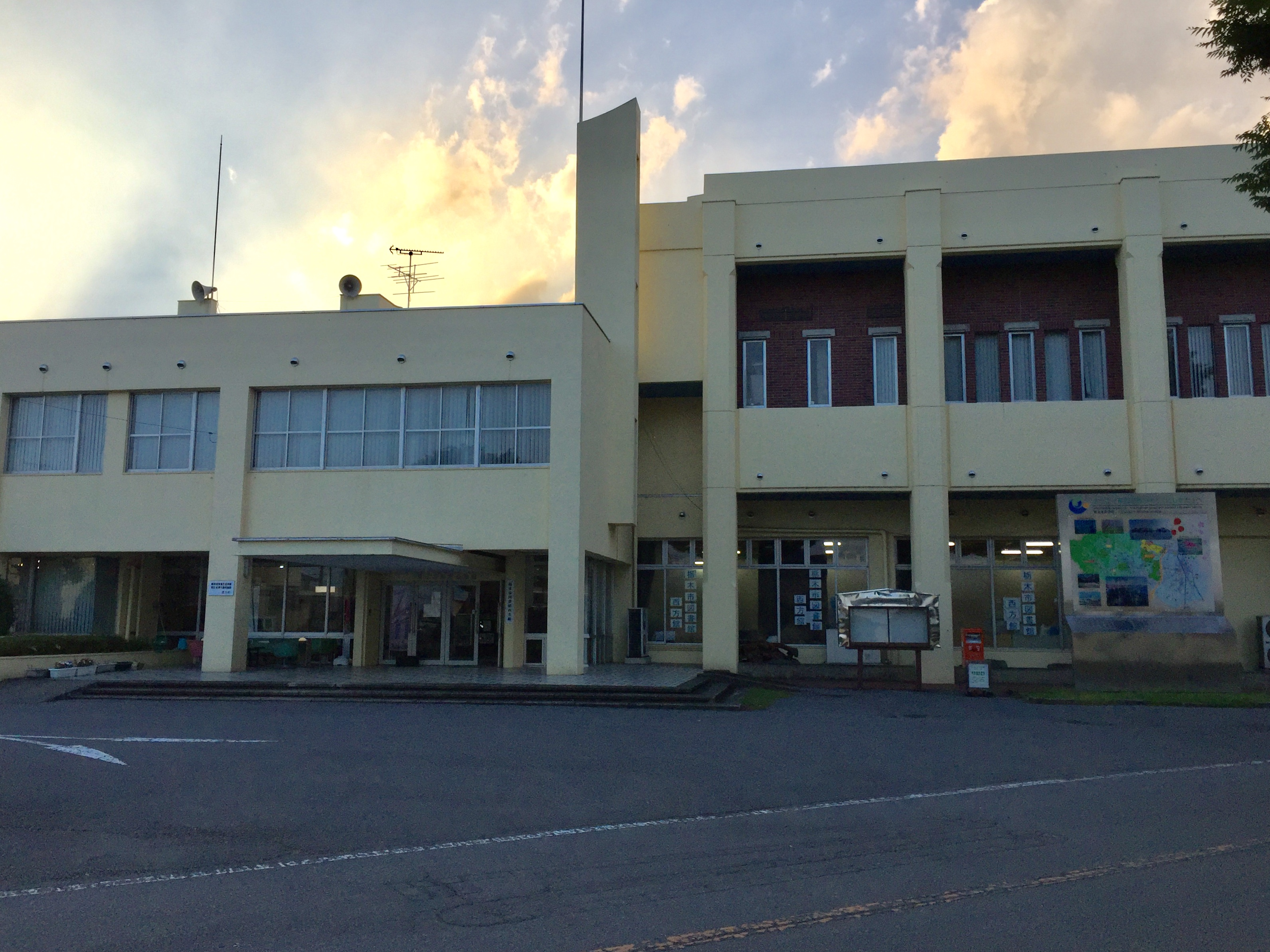
栃木市西方公民館

公民館図書室として1974年（昭和49年）に開館した。栃木市西方公民館の1階の1フロアを間借りする形で、2012年（平成24年）4月1日に栃木市図書館西方分館として開館。その後、岩舟町の編入合併を受け、2015年（平成27年）3月1日より栃木市図書館 西方館（とちぎしとしょかん にしかたかん）に改称した。
- 開館時間：9時 - 19時30分
- 休館日：毎週月曜日（祝日の場合は開館）および年末年始（12月29日 - 1月3日）
- アクセス
  - 東武日光線「東武金崎駅」より徒歩10分
  - ふれあいバス金崎線、真名子線「西方総合支所入口」より徒歩1分

### 岩舟館

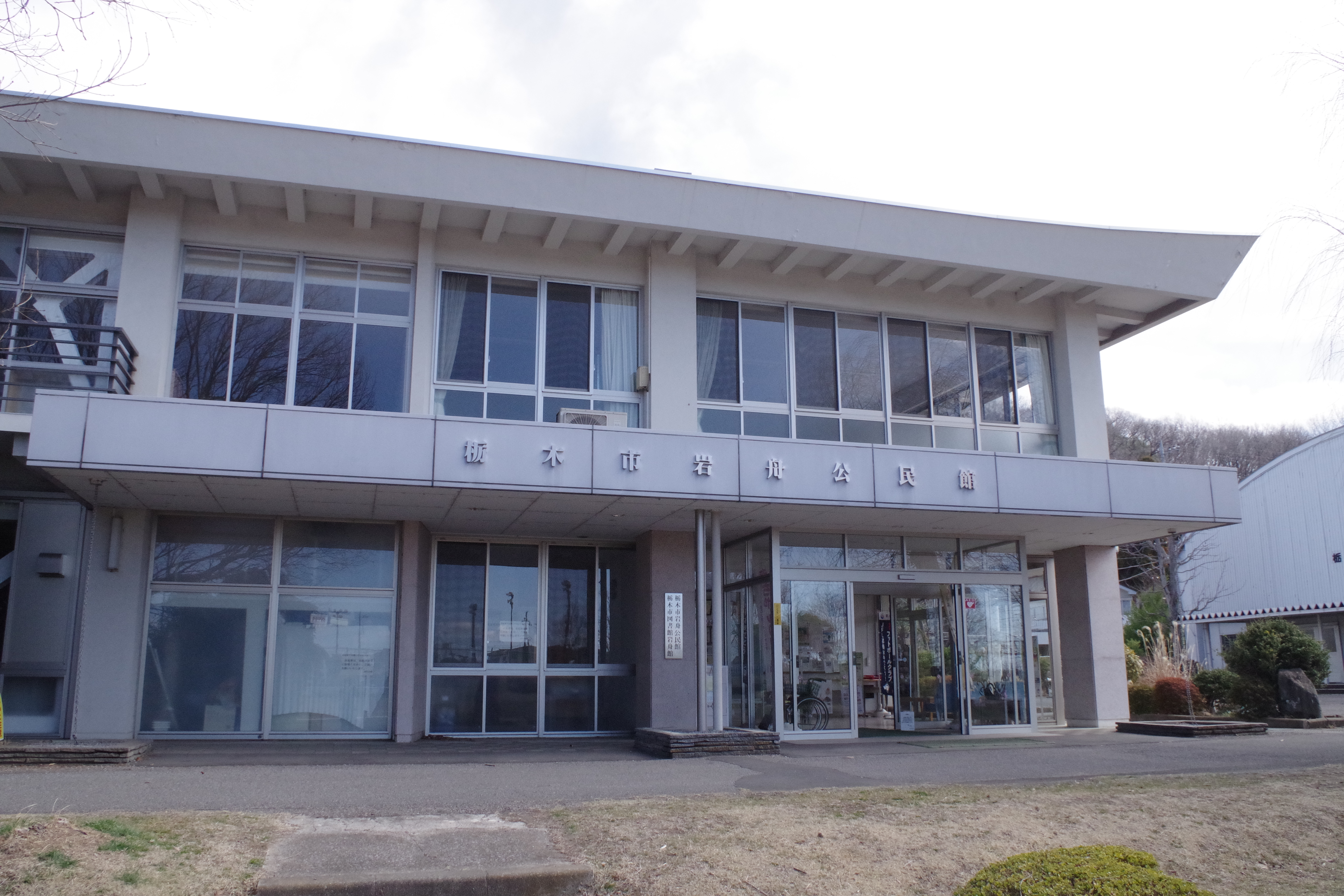
栃木市岩舟公民館

岩舟町中央公民館図書室として1969年（昭和44年）に開館した。かねてより岩舟町中央公民館（合併後は栃木市岩舟公民館）の中1階の1フロアに存在したが、栃木市と岩舟町の合併に伴って2015年（平成27年）10月1日、栃木市図書館 岩舟館（とちぎしとしょかん いわふねかん）に改名した。
- 開館時間：9時 - 19時30分
- 休館日：毎週月曜日（祝日の場合は開館）および年末年始（12月29日 - 1月3日）
- WiFiあり
- 充電コンセントなし
- パソコン専用席なし
- 自由閲覧席18席
- アクセス
  - JR両毛線「岩舟駅」より徒歩24分
  - 東武日光線「静和駅」より徒歩26分
  - 栃木市営バス岩舟線「岩舟公民館」より徒歩すぐ

## COVID‑19感染拡大防止措置
新型コロナウイルス感染症（COVID‑19）の流行にともない、感染拡大防止措置（人流抑制）としての臨時休館およびサービス制限をおこなった。
- 2021年8月24日 - 9月30日

緊急事態宣言に基づき臨時休館（理由は明らかではないがOPAC機能もすべて利用停止）
- 2021年10月1日 - 10月14日

県版まん延防止等重点措置に基づき 、図書館サービス一部制限
各館の読書室（レファレンス室・学習室・キャレルデスク等）は、時間帯での入れ替え制、利用時間制限有（2時間以内）
【使用時間】午前の部／9:00 - 13:30　 午後の部／14:30 - 19:30
- 2021年10月15日 - 10月30日

警戒度レベル県版ステージ2「感染注意」に基づき、図書館サービス一部制限
各館の読書室（レファレンス室・学習室・キャレルデスク等）は、時間帯での入れ替え制
【使用時間】午前の部／9:00 - 13:30　 午後の部／14:30 - 19:30